# Соглашение Сазонова — Палеолога
Соглашение Сазонова — Палеолога представляет собой письмо министра иностранных дел Российской империи Сергея Сазонова от 26 апреля 1916 года послу Франции в России Морису Палеологу касательно Западной Армении и англо-французского соглашения Сайкса — Пико. Соглашение о передаче под протекторат России Западной Армении было предоставлено в обмен на согласие России с соглашением Сайкса — Пико. Соглашение имело место в первую годовщину подписания Лондонского договора.
России были выделены вилайеты Эрзурум, Трапезунд, Битлис и Ван, большая часть территории которых к тому времени уже находилась под российским контролем (см. Кавказский фронт Первой мировой войны).
- Часть карты из меморандума Британского министерства иностранных дел от января 1919 года подводящего итоги соглашения военного времени относительно Османской империи — территория, переданная России в соответствии с Соглашением Сазонова-Палеолога, выделена жёлтым цветом.
- Территория Западной Армении, занятая русскими войсками к лету-осени 1916 г. Журнал Нива № 31 — 1916 г
- Краткое изложение договоров и соглашений о разделе Османской империи в 1923 году Рэем Стэннардом Бейкером, который был пресс-секретарем президента США Вудро Вильсона во время Парижской мирной конференции